# Loma de los Conejos
Loma de los Conejos är en ort i Mexiko.   Den ligger i kommunen Irapuato och delstaten Guanajuato, i den centrala delen av landet, 270 km nordväst om huvudstaden Mexico City. Loma de los Conejos ligger 1 739 meter över havet och antalet invånare är 207.
Terrängen runt Loma de los Conejos är huvudsakligen platt, men åt nordväst är den kuperad. Runt Loma de los Conejos är det tätbefolkat, med 257 invånare per kvadratkilometer. Närmaste större samhälle är Irapuato, 5,4 km nordväst om Loma de los Conejos. Trakten runt Loma de los Conejos består till största delen av jordbruksmark.